# Pukasowce
Pukasowce (ukr. Пукасівці) – wieś na Ukrainie, w  obwodzie iwanofrankiwskim, w rejonie halickim.